# Tabernanthe elliptica
Tabernanthe elliptica là một loài thực vật có hoa trong họ La bố ma. Loài này được (Stapf) Leeuwenb. miêu tả khoa học đầu tiên năm 1987.